# More (Band)
More war eine englische New-Wave-of-British-Heavy-Metal-Band aus London, die im Jahr 1979 unter dem Namen Defender gegründet wurde und sich 1983 auflöste. Im Jahr 1985 gründete sich die Band neu und löste sich kurz darauf wieder auf. Ebenfalls aktiv war die Band von 1998 bis 2000. Im Jahr 2011 wurde sie unter dem Namen Exmore neu gegründet, ehe sie sich 2012 in More 2012 um- und 2022 in More rückbenannte.

## Geschichte
Die Band wurde im Jahr 1979 unter dem Namen Defender gegründet. Es folgten die ersten Live-Auftritte, wobei ein Deutscher als Bassist aushalf. Im Frühling 1980 fand sich für More eine feste Besetzung und bestand aus Sänger Paul Mario Day (Ex-Iron Maiden), dem nicht mit ihm verwandten Bassisten Brian Day, den Gitarristen Kenny Cox und Paul Todd, sowie Schlagzeuger Frank Darch. Die Band wurde zur Friday Rock Show, einer Sendung auf BBC Radio 1, eingeladen, wo sie am 23. Mai 1980 spielte. Die Aufnahme des Liedes Soldier war außerdem auf BBCs Album Metal Explosion enthalten. Dadurch wurde Atlantic Records auf die Band aufmerksam und nahm diese unter Vertrag. Nachdem Paul Todd die Band verlassen hatte und durch Laurie Mansworth ersetzt worden war, begab sich die Gruppe gegen Ende 1980 ins Studio, um ihr Debütalbum aufzunehmen, das Anfang 1981 unter dem Namen Warhead erschien. Abgemischt wurde das Album in Detroit. Das Album enthielt das Lied Fire, eine Coverversion, die im Original von The Crazy World of Arthur Brown stammte. Es folgten Auftritte, um das Album zu bewerben, wobei Frank Darch die Band verließ und durch Andy John Burton ersetzt wurde. Die Band ging zusammen mit Krokus auf Tournee durch Großbritannien, der eine Europatournee mit Iron Maiden folgte. Außerdem erschien mit We Are the Band die erste Single. Danach organisierte die Band ihre eigenen Auftritte unter dem Namen „Atomic Rock Roadshow“, welche vom Sounds-Magazin gesponsert wurden. Hierbei trat die Gruppe zusammen mit Bands wie Lionheart auf. Durch diese Auftritte erlangte die Band verstärkt Aufmerksamkeit, sodass sie auf dem Monsters of Rock auftreten konnte. Gegen Ende des Jahres 1981 verließ Gitarrist Laurie Mansworth die Band. Im Jahr 1982 folgten weitere Auftritte, unter anderem auch in Finnland als Vorgruppe für Slade. Danach begab sich die Band ins Studio, um ihr zweites Album aufzunehmen. Währenddessen kam es zwischen Sänger Day und den übrigen Mitgliedern zu einer Auseinandersetzung über die stilistische Veränderung der Band, sodass Day als Resultat die Band verließ. Dadurch musste die Band einen geplanten Auftritt mit Black Sabbath absagen. Als neuer Sänger kam Mick Stratton zur Band. Daraufhin nahm die Band die bereits aufgenommenen Lieder neu auf, wobei Stratton die Lieder teilweise stark veränderte. Während Mitte des Jahres die Aufnahmen beendet worden waren, erschien die zweite Single Trickster, die neben dem Titellied eine Coverversion des Jimi-Hendrix-Liedes Hey Joe enthielt. Da das Label zunehmend das Interesse an der Band verlor, verzögerte sich die Veröffentlichung des Albums. Währenddessen folgten Auftritte zusammen mit Motörhead, Saxon und Spider. Das Album erschien dann gegen Ende des Jahres 1982 in begrenzter Stückzahl unter dem Namen Blood & Thunder, wobei die meisten Einheiten nur in Europa, hauptsächlich für den deutschen Markt, wo die Band einen gewissen Kultstatus erreicht hatte, gepresst wurden. Durch den Misserfolg des Albums, bedingt durch den neuen Sänger Stratton und die geringe Auflage des Albums, trennte sich Atlantic Records von der Band. Die Gruppe arbeitete an einem dritten Album und bot sich diversen Labels an, was jedoch erfolglos blieb. Nach seinen Aufnahmen zum Album hatte außerdem Bassist Brian Day die Band verlassen, um der Band Wildfire beizutreten, bei der auch Sänger Paul Mario Day mitwirkte. Als Ersatz kamen verschiedene Musiker zum Einsatz, ehe sich die Band 1983 auflöste. Im Jahr 1985 belebte Gitarrist Kenny Cox die Band wieder. Die weiteren Mitglieder waren Bassist Barry Nicholls, Gitarrist Mel Jones, Schlagzeuger Paul George und Sänger Ron Jackson. Die Band löste sich jedoch ein wenig später wieder auf. Cox trat später der Band Mammoth bei. Im Frühling 1998 wurde die Band neu gegründet, wobei Mike Freeland als Sänger vertreten war. Es wurde ein neues Lied namens My Obsession aufgenommen, ehe sich die Band 2000 erneut auflöste. Freeland ersetzte Kenny Cox, welcher etwa zur selben Zeit der Neugründung im Frühling fünf Schlaganfälle erlitten hatte. Brian Day verstarb später aus unbekannten Gründen. Im Jahr 2011 wurde die Band unter dem Namen Exmore neu gegründet und bestand aus Schlagzeuger Andy John Burton, Bassist Barry Nicholls, Sänger Mike Freeland und Gitarrist Paul Stickles. Als Gastmusiker war Chris Tsangarides in der Band. In dieser Besetzung trat die Band auf dem Headbangers Open Air im Jahr 2011 auf. Im Folgejahr änderte die Band ihren Namen in More 2012 um, woraufhin sie mehrere Konzerte absolvierte. Kenny Cox starb am 21. Juni 2022 im Alter von 70 Jahren.

## Stil
Auf ihrem Debütalbum Warhead spielte die Band Musik, die mit den Werken von Fist, Starfighters, The Handsome Beasts, Xero und Quartz vergleichbar ist. Auf ihrem zweiten Album Blood & Thunder klingt die Band nach einer Mischung aus den Gruppen Snakebite und der englischen Band Chainsaw. Paul Stickles gibt Thin Lizzy, Gary Moore und Ozzy Osbourne als seine Haupteinflüsse an. Rob Theakston von Allmusic vergleicht das Gitarrenspiel auf Warhead mit dem von Jimmy Page, wobei die Lieder an klassischen Rock von Led Zeppelin, Lynyrd Skynyrd, Deep Purple und Black Sabbath erinnere. Er beschreibt außerdem, dass das Album seine Wurzeln genau so in der New Wave of British Heavy Metal wie auch im Southern Rock habe. Auf Blood & Thunder ähnele das Gitarrenspiel dem von Led Zeppelin, während das Spiel des Schlagzeugs an Bill Ward von Black Sabbath erinnere. Den Gesang des neuen Sängers Kenny Cox bezeichnete er als eine Mischung aus Blackie Lawless (W.A.S.P.), Ronnie James Dio und Brian Johnson.

## Diskografie
Folgende Aufnahmen erschienen bei Atlantic Records:
- Warhead (Album, 1981, Atlantic Records)
- We Are the Band (Single, 1981, Atlantic Records)
- Fire (Single, 1981, Atlantic Records)
- Blood & Thunder (Album, 1982, Atlantic Records)
- Trickster (Single, 1982, Atlantic Records)